# Pengshi (köpinghuvudort i Kina, Hubei Sheng, lat 30,45, long 113,18)
Pengshi (kinesiska: 彭市, 彭市镇) är en köpinghuvudort i Kina. Den ligger i provinsen Hubei, i den centrala delen av landet, omkring 110 kilometer väster om provinshuvudstaden Wuhan. Antalet invånare är 52 070. Befolkningen består av 24 036 kvinnor och 28 034 män. Barn under 15 år utgör 16,0 %, vuxna 15-64 år 75 %, och äldre över 65 år 8,0 %.
Runt Pengshi är det tätbefolkat, med 613 invånare per kvadratkilometer. Närmaste större samhälle är Henglin, 9,0 km norr om Pengshi. Trakten runt Pengshi består till största delen av jordbruksmark.
Genomsnittlig årsnederbörd är 1 462 millimeter. Den regnigaste månaden är maj, med i genomsnitt 197 mm nederbörd, och den torraste är december, med 25 mm nederbörd.